# Стрельба на летних Олимпийских играх 1908
Соревнования по стрельбе на летних Олимпийских играх 1908 прошли с 8 по 11 июля. Участвовали 215 спортсменов из 14 стран, которые соревновались за 15 комплектов медалей.

## Медали

### Общий медальный зачёт
(Жирным выделено самое большое количество медалей в своей категории; принимающая страна также выделена)
| Общее количество медалей |                |        |         |        |       |
| Место                    | Страна         | Золото | Серебро | Бронза | Всего |
| 1                        | Великобритания | 6      | 7       | 8      | 21    |
| 2                        | США            | 3      | 2       | 1      | 6     |
| 3                        | Швеция         | 2      | 2       | 1      | 5     |
| 4                        | Норвегия       | 2      | 0       | 1      | 3     |
| 5                        | Канада         | 1      | 2       | 1      | 4     |
| 6                        | Бельгия        | 1      | 2       | 0      | 3     |
| 7                        | Франция        | 0      | 0       | 2      | 2     |
| 7                        | Греция         | 0      | 0       | 1      | 1     |

### Медалисты
| Дисциплина                                           | Золото                                                                                               | Серебро | Бронза |
| Винтовка, 1000 ярдов                                 | Джошуа Миллнер Великобритания                                                                        | Келлог Кейси США | Морис Блад Великобритания                                                                                     |
| Винтовка из трёх положений, 300 метров               | Альберт Хельгеруд Норвегия                                                                           | Гарри Саймон США | Оле Сетер Норвегия                                                                                            |
| Винтовка среди команд, 300 метров                    | Норвегия Альберт Хельгеруд · Оле Сетер · Гудбран Скаттебё · Олаф Сетер · Юлиус Броте · Эйнар Либерг  | Швеция Густаф Адольф Юнссон · Пер-Олоф Арвидссон · Аксель Янссон · Густав-Адольф Шёберг · Клас Рундберг · Янне Густафссон | Франция Леон Джонсон · Эжен Бальм · Андре Парментье · Альбер Куркен · Морис Лекок · Рауль де Бойнь            |
| Армейская винтовка среди команд                      | США Уильям Льюшнер · Уильям Мартин · Чарльз Уиндер · Келлог Кейси · Иван Истман · Самнер Бенедикт    | Великобритания Харкурт Оммундсен · Флитвуд Варли · Артур Фалтон · Филип Ричардсон · Уильям Паджетт · Джон Мартин          | Канада Уильям Смит · Чарльз Кроу · Брюс Уильямс · Дугалд Макайннис · Уильям Исткотт · Гарри Керр              |
| Малокалиберная винтовка лёжа, 50 и 100 ярдов         | Артур Карнелл Великобритания                                                                         | Гарольд Хамби Великобритания                                                                                              | Джордж Барнс Великобритания                                                                                   |
| Малокалиберная винтовка среди команд, 50 и 100 ярдов | Великобритания Морис Мэттьюс · Гарольд Хамби · Уильям Пимм · Эдвард Эмур                             | Швеция Вильхельм Карлберг · Франс-Альберт Шартау · Хюбнер фон Хольст · Эрик Карлберг                                      | Франция Поль Коля · Андре Рего · Леон Лекюйе · Анри Боннефуа                                                  |
| Малокалиберная винтовка, исчезающая мишень, 25 ярдов | Уильям Стайлс Великобритания                                                                         | Гарольд Хокинс Великобритания                                                                                             | Эдвард Эмур Великобритания                                                                                    |
| Малокалиберная винтовка, подвижная мишень, 25 ярдов  | Джон Флеминг Великобритания                                                                          | Морис Мэттьюс Великобритания                                                                                              | Уильям Марсден Великобритания                                                                                 |
| Пистолет, 50 ярдов                                   | Пауль ван Асбрук Бельгия                                                                             | Режиналь Сторм Бельгия | Джеймс Горман США                                                                                             |
| Пистолет среди команд, 50 ярдов                      | США Джеймс Горман · Ирвинг Калкинс · Джон Диц · Чарльз Экстелл                                       | Бельгия Пауль ван Асбрук · Режиналь Сторм · Шарль Помье дю Верже · Рене Энгльбер                                          | Великобритания Джесс Уоллингфорд · Джеффри Коулз · Генри Линч-Стонтон · Уолтер Элликотт                       |
| Трап                                                 | Уолтер Юинг Канада                                                                                   | Джордж Битти Канада | Александр Мондер Великобритания Анастасиос Метаксас Греция                                                    |
| Трап среди команд                                    | Великобритания Питер Ист · Александр Мондер · Фрэнк Мур · Чарльз Палмер · Джеймс Пайк · Джон Постанс | Канада Джордж Битти · Уолтер Юинг · Майли Флетчер · Дональд Макмэккон · Джордж Вивиан · Артур Уэстоувер                   | Великобритания Джон Батт · Гарольд Кризи · Ричард Хаттон · Уильям Моррис · Джеральд Скиннер · Джордж Уайтэкер |
| Подвижная мишень одиночными выстрелами               | Оскар Сван Швеция                                                                                    | Тед Ранкен Великобритания                                                                                                 | Александр Роджерс Великобритания                                                                              |
| Подвижная мишень одиночными выстрелами среди команд  | Швеция Арвид Кнёппель · Эрнст Роселл · Альфред Сван · Оскар Сван                                     | Великобритания Уолтер Элликотт · Уильям Лэйн-Джойнт · Чарльз Никс · Тед Ранкен                                            | — |
| Подвижная мишень двойными выстрелами                 | Уолтер Уайнэнс США                                                                                   | Тед Ранкен Великобритания                                                                                                 | Оскар Сван Швеция                                                                                             |

## Страны
В соревнованиях по стрельбе приняли участие 215 спортсменов из 14 стран:

В скобках указано количество спортсменов
- Австралазия (1)
- Бельгия (10)
- Великобритания (67)
- Венгрия (2)
- Германия (1)
- Греция (7)
- Дания (10)
- Канада (22)
- Нидерланды (17)
- Норвегия (13)
- США (17)
- Финляндия (9)
- Франция (20)
- Швеция (19)